# 佐伯綾香
佐伯 綾香（さえき あやか、1995年1月16日 – ）は、岡山県総社市出身のハンドボール選手。日本ハンドボールリーグの三重バイオレットアイリス所属。

## 経歴
福岡大学時代は2015年の福岡県学生ハンドボール選手権大会で敢闘賞を受賞。
2016年の第25回九州学生ハンドボールリーグ春季大会では優秀選手に選ばれた。
2017年に日本ハンドボールリーグの飛騨高山ブラックブルズ岐阜へ加入。
2022年に日本ハンドボールリーグの三重バイオレットアイリスへ移籍。

## 詳細情報

### 年度別成績
| 年       | チーム   | 試合 | フィールド 得点 | 率   | 7m  | 合計  | 警告 | 退場 | 失格 |
| -------- | -------- | ---- | --------------- | ---- | --- | ----- | ---- | ---- | ---- |
| 2017-18  | 高山     | 23   | 9/15            | .600 | 0/0 | 9/15  | 0    | 0    | 0    |
| 2018-19  | 高山     | 23   | 3/5             | .600 | 0/0 | 3/5   | 0    | 1    | 0    |
| JHL：2年 | JHL：2年 | 23   | 12/20           | .600 | 0/0 | 12/20 | 0    | 1    | 0    |

### 記録

#### 日本ハンドボールリーグ
- フィールドゴール初得点：2017年8月26日、対北國銀行戦（小松総合体育館）[6]

### 背番号
- 7 (2017年 - )